# Estación Meseta
Meseta es una estación ferroviaria ubicada en el departamento Rosario de Lerma, provincia de Salta, Argentina.

## Servicios
Se encuentra actualmente sin operaciones de pasajeros.
Sus vías corresponden al Ramal C14 del Ferrocarril General Belgrano por donde transitan formaciones de carga de la empresa estatal Trenes Argentinos Cargas.